# Phiala punctulata
Phiala punctulata is een vlinder uit de familie van de Eupterotidae. De wetenschappelijke naam van de soort is voor het eerst voorgesteld door Arnold Pagenstecher in een publicatie uit 1903.
De spanwijdte bedraagt 40 millimeter.
De soort komt voor in de Centraal-Afrikaanse Republiek, Somalië en Malawi.